# بخش کامفورد، کانابک، مینه سوتا
بخش کامفورد (به انگلیسی: Comfort Township) یک منطقهٔ مسکونی در ایالات متحده آمریکا است که در شهرستان کانابک واقع شده‌است.
 بخش کامفورد ۹۳٫۲ کیلومتر مربع مساحت و ۹۳۱ نفر جمعیت دارد و ۳۰۸ متر بالاتر از سطح دریا واقع شده‌است.